# Honda RC149
Die RC149 war ein Rennmotorrad des japanischen Motorradherstellers Honda, das von 1965 bis 1966 eingesetzt wurde. Die Honda RC149 ist bis heute das einzige Motorrad mit Fünfzylinder-Reihenmotor.

## Technik
Ausgestattet mit einem Fünfzylinder-Viertaktmotor leistete die Maschine 25 kW (34 PS) bei der auch heute noch enormen Drehzahl von 20.500/min. Das entspricht einer Literleistung von 272 PS. Der Motor der RC149 verfügte bereits über vier Ventile pro Zylinder, die über zwei stirnradgetriebene Nockenwellen gesteuert wurden. Bei einer Bohrung von 35,5 mm und einem Hub 25,14 mm kam eine Verdichtung von 12,0 : 1 zu Stande. Die Abgase wurden durch eine Fünf-in-Fünf-Auspuffanlage abgeführt. Der Antrieb entstand durch Modifizierung der Honda RC116, ein Zweizylinder mit 50 cm³ Hubraum, indem der Motor zweieinhalb mal verwendet wurde. Das Motorrad hatte ein Gewicht von 85 kg.

## Renneinsatz

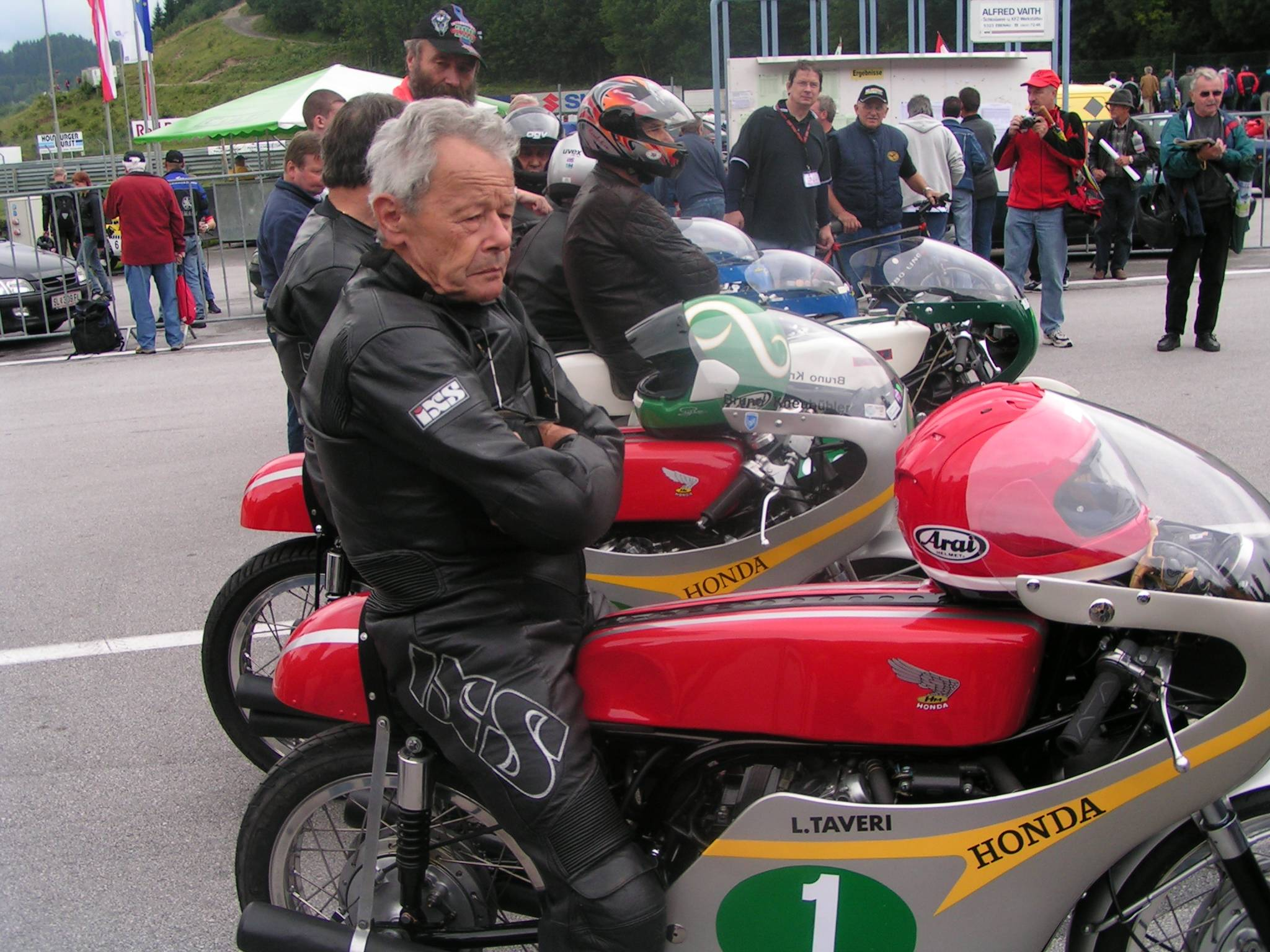
Luigi Taveri auf einer Honda RC in Salzburg (2006)

Der Schweizer Luigi Taveri war Fahrer der RC149 in der Motorrad-Weltmeisterschaft 1966 und gewann mit fünf Siegen bei zehn Rennen den Titel in der 125-cm³-Klasse der Motorrad-Weltmeisterschaft.
Die Zylinderzahl wurde in den 1960er-Jahren nicht durch das Rennreglement begrenzt, sodass sich gerade aus kleinen Viertaktmotoren hohe Liter-Leistungen herausholen ließen. Auf diese Weise war Honda in der Lage, z. B. auch in der Klasse bis 250 cm³ mit der RC166 und ihrem Sechszylinder-Viertaktmotor, sich gegen die damalige starke Konkurrenz von Zweitaktmaschinen durchzusetzen. Als das Reglement um die Begrenzung der Zylinderzahl ergänzt wurde – Honda hatte eine Dreizylinder mit 50 cm³ vorbereitet – zog sich Honda Ende der Motorrad-Weltmeisterschaft 1967 aus dem Rennsport zurück. Nach dem Wiedereinstieg in den Motorradrennsport im Jahre 1979, mit dem erfolglosen Auftritt der Honda NR 500, war Honda gezwungen von Viertakt- auf Zweitakt-Rennmaschinen umzusteigen.